# Bogur, Dharwad
Bogur là một làng thuộc tehsil Dharwad, huyện Dharwad, bang Karnataka, Ấn Độ.